# Дік Дейл
Дік Дейл (англ. Dick Dale), справжнє ім'я Річард Ентоні Монсур (англ. Richard Anthony Monsour; нар. 4 травня 1937 в Бостоні — помер 16 березня 2019 в Лома-Лінді) – американський гітарист, піонер серф-року. Автор багатьох впливових творів, зокрема, Let's Go Trippin (1961). Його виконання народної композиції Місірлу (Misirlou) 1962 року було використано у фільмі "Кримінальне чтиво" Квентіна Тарантіно, після чого пісня отримала платиновий статус. Музика Дейла вплинула зокрема на Джимі Гендрікса, Стіві Рей Вона та Едді Ван Галена. 
Дейл відомий як король серф-гітари (англ. The King of the Surf Guitar). Журналу Rolling Stone віддав йому 74 місце у списку 100 найбільших гітаристів усіх часів.

## Дискографія
Як Dick Dale & His Del-Tones
- Surfers' Choice (Deltone, 1962; Capitol, 1963; Sundazed, 2006)
- King of the Surf Guitar (Capitol, 1963; Sundazed, 2007)
- Checkered Flag (Capitol, 1963; Sundazed, 2007)
- Mr. Eliminator (Capitol, 1964; Sundazed, 2007)
- Summer Surf (Capitol, 1964; Sundazed, 2007)

Як Dick Dale
- Tribal Thunder (Hightone, 1993)
- Unknown Territory (Hightone, 1994)
- Calling Up Spirits (Beggars Banquet, 1996)
- Spacial Disorientation (Dick Dale/The Music Force, 2001)

Живі альбоми
- Rock Out with Dick Dale & His Del-Tones: Live at Ciro's (Capitol, 1965; Sundazed [LP only], 2010)
- The Tigers Loose (Balboa, 1983; Rhino [LP only], 1987)
- Live on the Santa Monica Pier (Rockbeat, 1994/1996 [rel. 2014]) 2CD

Компіляції
- Greatest Hits (GNP Crescendo [LP issue], 1975; GNP Crescendo [CD issue], 1992)
- King of the Surf Guitar: The Best of Dick Dale & His Del-Tones (Rhino [LP issue], 1986; Rhino [CD issue], 1989)
- Better Shred Than Dead: The Dick Dale Anthology (Rhino, 1997) 2CD
- Singles Collection '61–'65 (Sundazed, 2010) 2LP
- Guitar Legend: The Very Best of Dick Dale (Shout! Factory, 2010)
- King of the Surf Guitar (Rockbeat, 2012) 2LP; 1CD
- At the Drags (Rockbeat, 2012) 2LP; 1CD
- Misirlou: Dick Dale & His Del-Tones (Jasmine, 2018)